# Rosaleda comunal de Roma
La rosaleda comunal de Roma, en italiano: roseto comunale di Roma es una rosaleda que se encuentra cerca del Circo Máximo en Roma.

## Historia
Esta rosaleda fue creada en 1931 en la colina Monte Oppio, cerca del Coliseo. El diseño original del parque fue encargado por la condesa Mary Gayley Senni, tenía 300 rosas. La rosaleda fue destruida durante la Segunda Guerra Mundial.
En 1950 el ayuntamiento, con un acuerdo con la comunidad hebraica decidieron de recrear la rosaleda en el área que ocupa actualmente, que había sido en 1645 el cementerio hebraico, este lugar era conocido como "Ortaccio degli Ebrei", trasladado en 1934 a un sector del cementerio del Verano.
Los pasillos que dividen los bancales de siembra en el sector de las colecciones forman el diseño de una menorá, el candelabro de siete brazos, y en la entrada se encuentra situada una lápida donde se nos recuerda el destino que este terreno tenía anteriormente.

## Colecciones
En un área de unos 10 000 m², dividida en dos secciones por una calle asfaltada, se encuentran cerca de 1.100 especies diversas de Rosas.
En el primer sector se encuentran las variedades que nos permiten conocer la evolución de las rosas desde la antigüedad hasta las actuales. Se subdivide en las:
- Rosas botánicas
- Rosas antiguas
- Rosas modernas

Tienen una importancia particular las colecciones de "rosas botánicas" y la de "rosas antiguas", las cuales eran las que existían anteriormente y empezó a declinar su cultivo con el inicio de las hibridaciones con la rosa china, que tuvieron un desarrollo importante desde los inicios del siglo XIX, que dieron lugar al inicio de las numerosísimas variedades que presentan las "rosas modernas".
En la sección segunda, muy pequeña, se están albergando a las nuevas variedades de rosas recién creadas, que proceden de todo el mundo, y permanecen durante dos años, participando en el concurso internacional "Premio Roma" para variedades nuevas.
El parque se abre al público durante todo el día de mayo a octubre.

### Algunas de las variedades de rosas

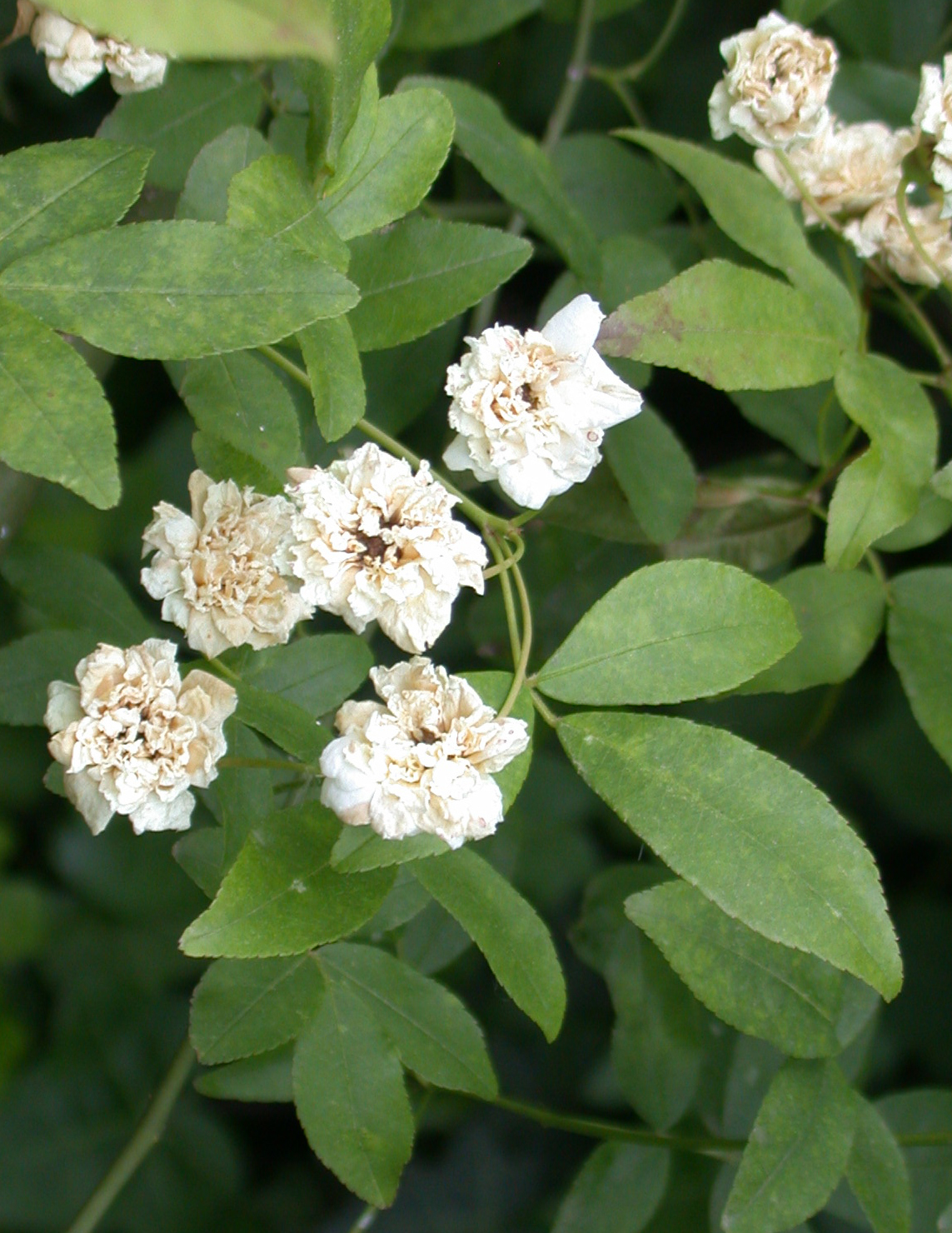
Rosa 'Banksiae Banksiae', W.Kerr, 1807 (China central) Babcksianae
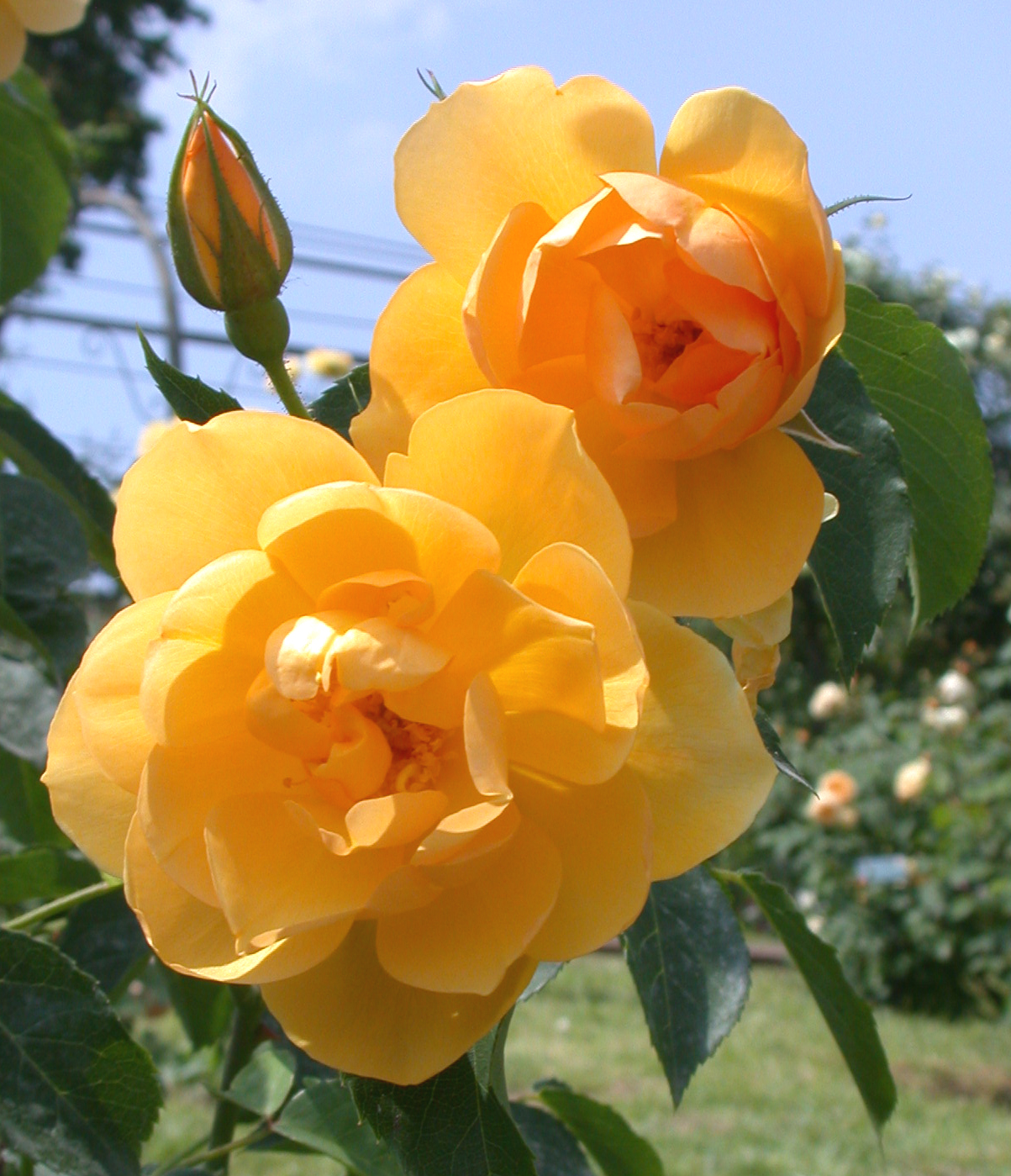
Rosa 'Buttercup 98', David Austin, 1999 (Inglaterra) EN-B2 / V-A INGL
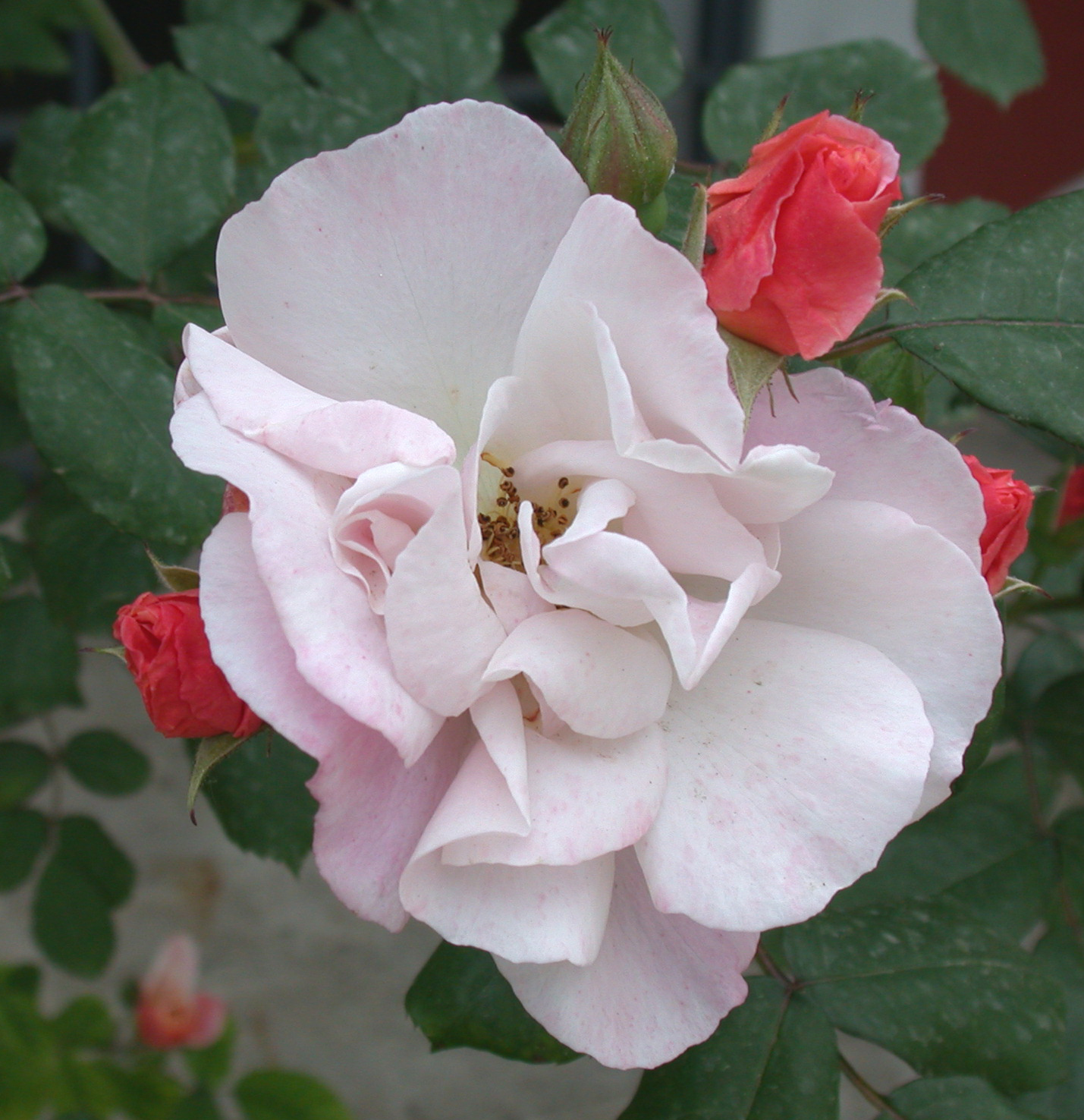
Rosa 'Clair Matin', Meilland, 1960 (Francia) U LCL
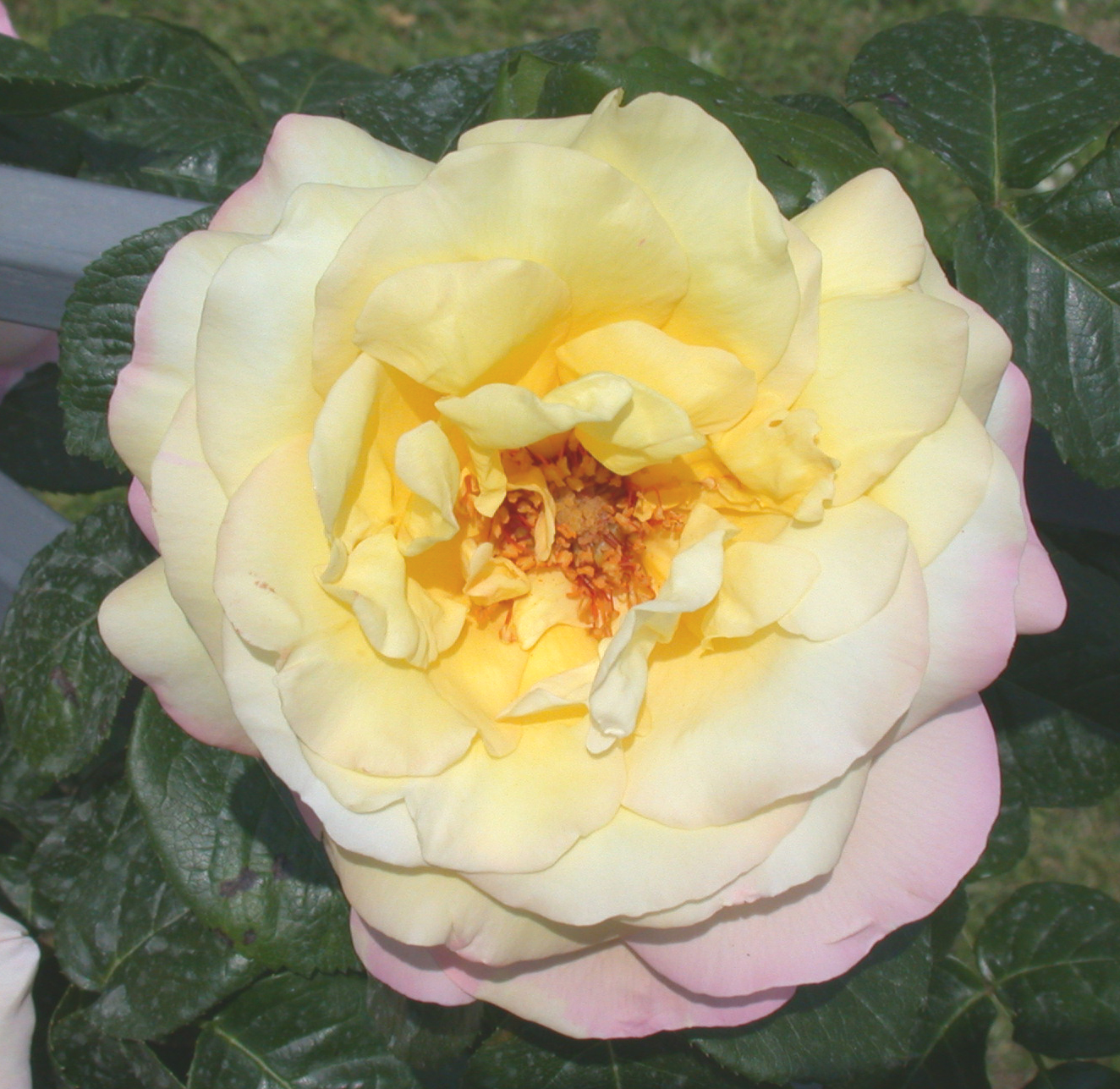
Rosa 'Gioia Climbing', Brady, 1950 (USA) CL HT (En Francia 'Mme A. Meilland', en Alemania 'Gloria Dei' y en los EE.UU. 'Peace')
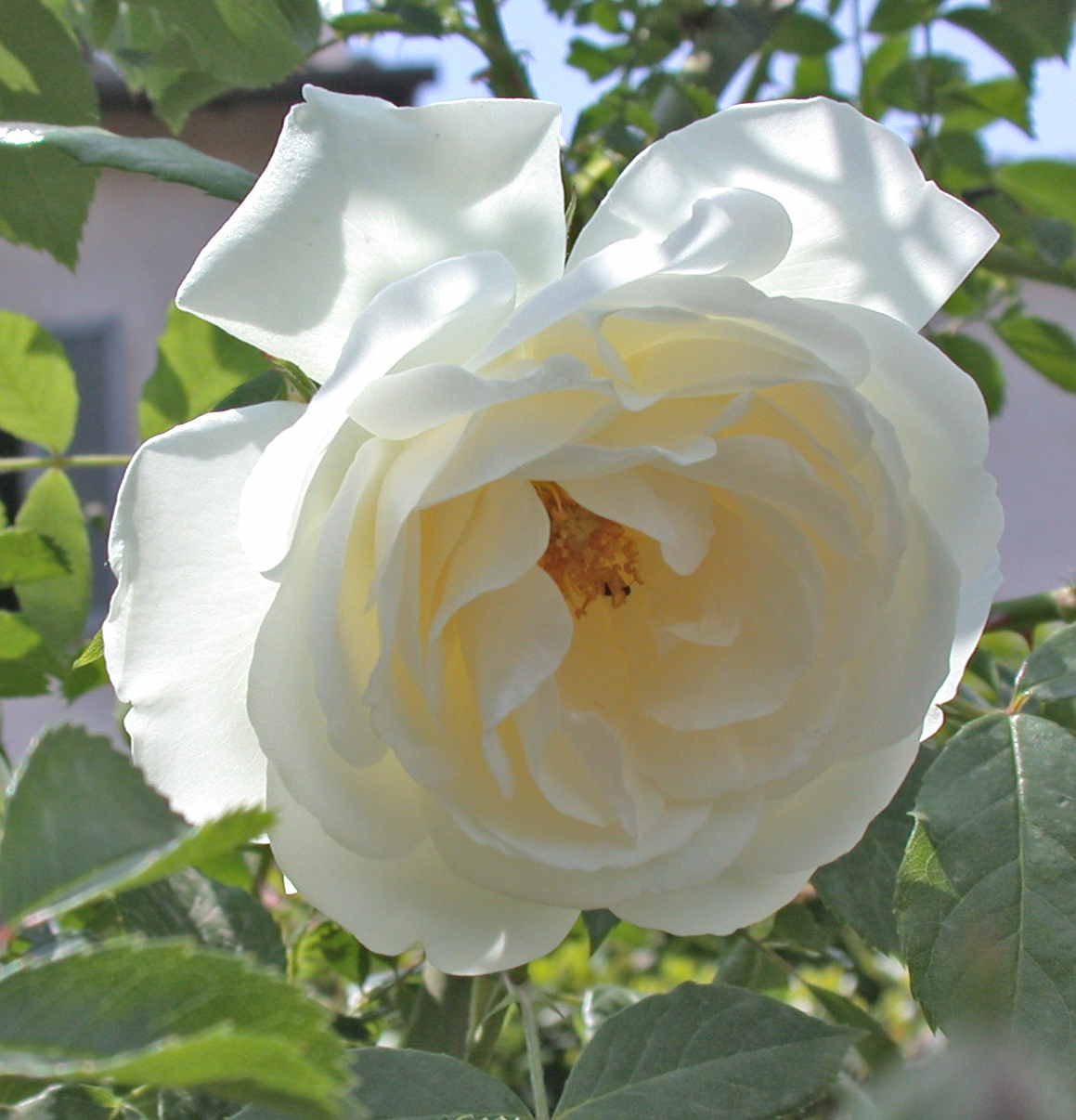
Rosa 'Iceberg Climbing', B.R.Cant, 1968 (Inglaterra) R-95 CL FL
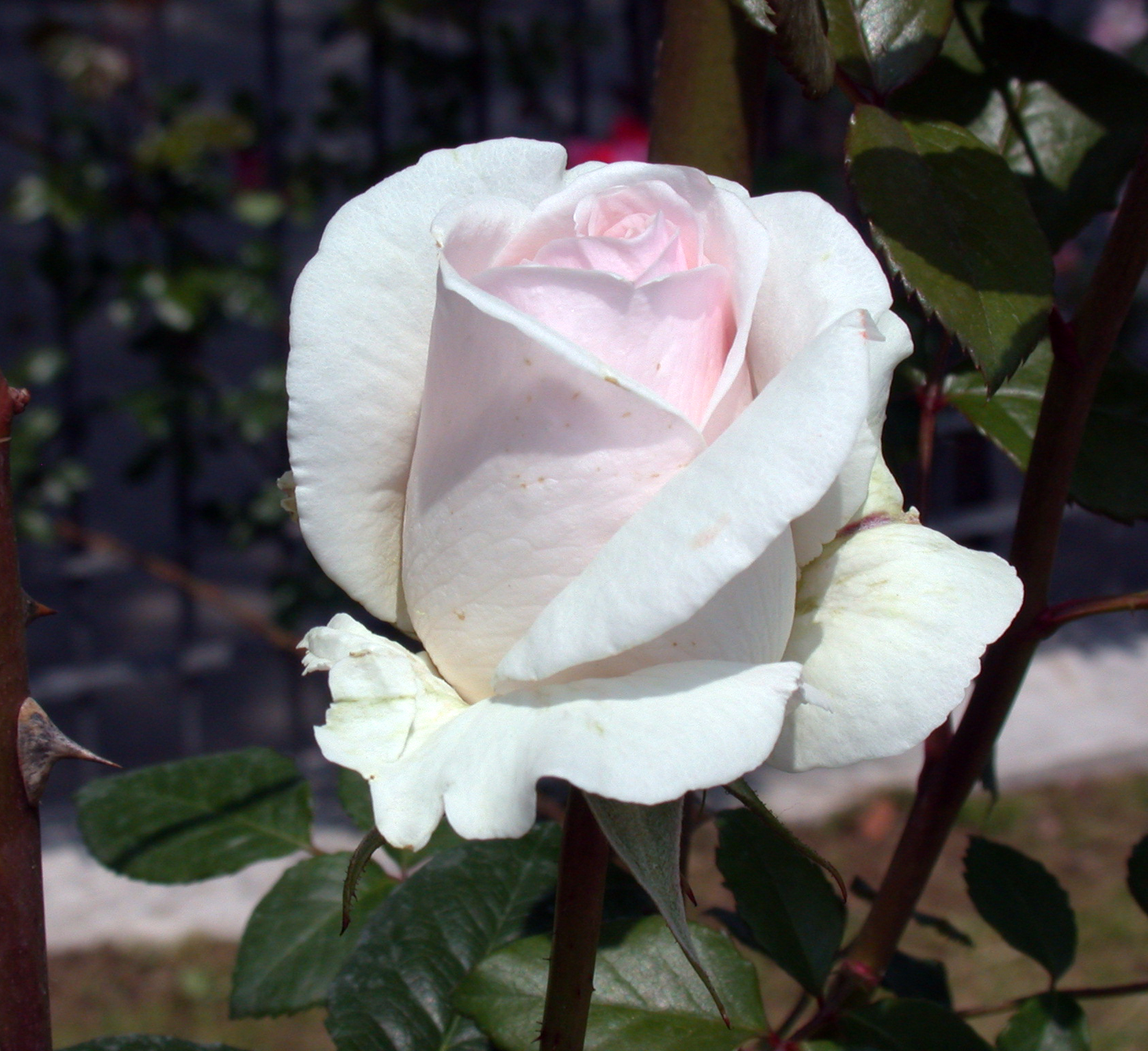
Rosa 'Julia Renaissance', Poulsen, 1996 (Dinamarca) T5 ARB
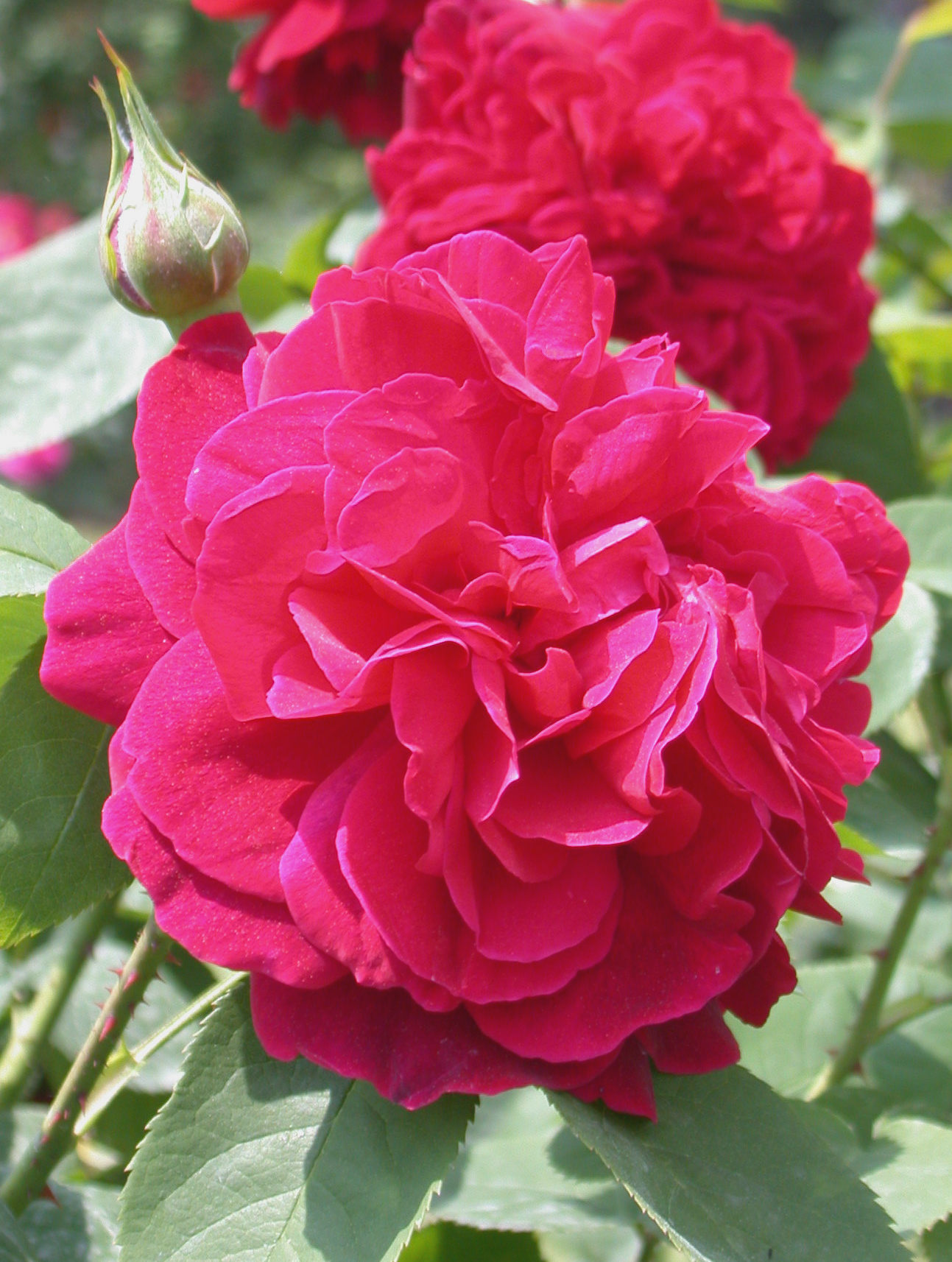
Rosa 'L.D. Braithwaite', David Austin, 1988 (Inglaterra) EN-B4 INGL
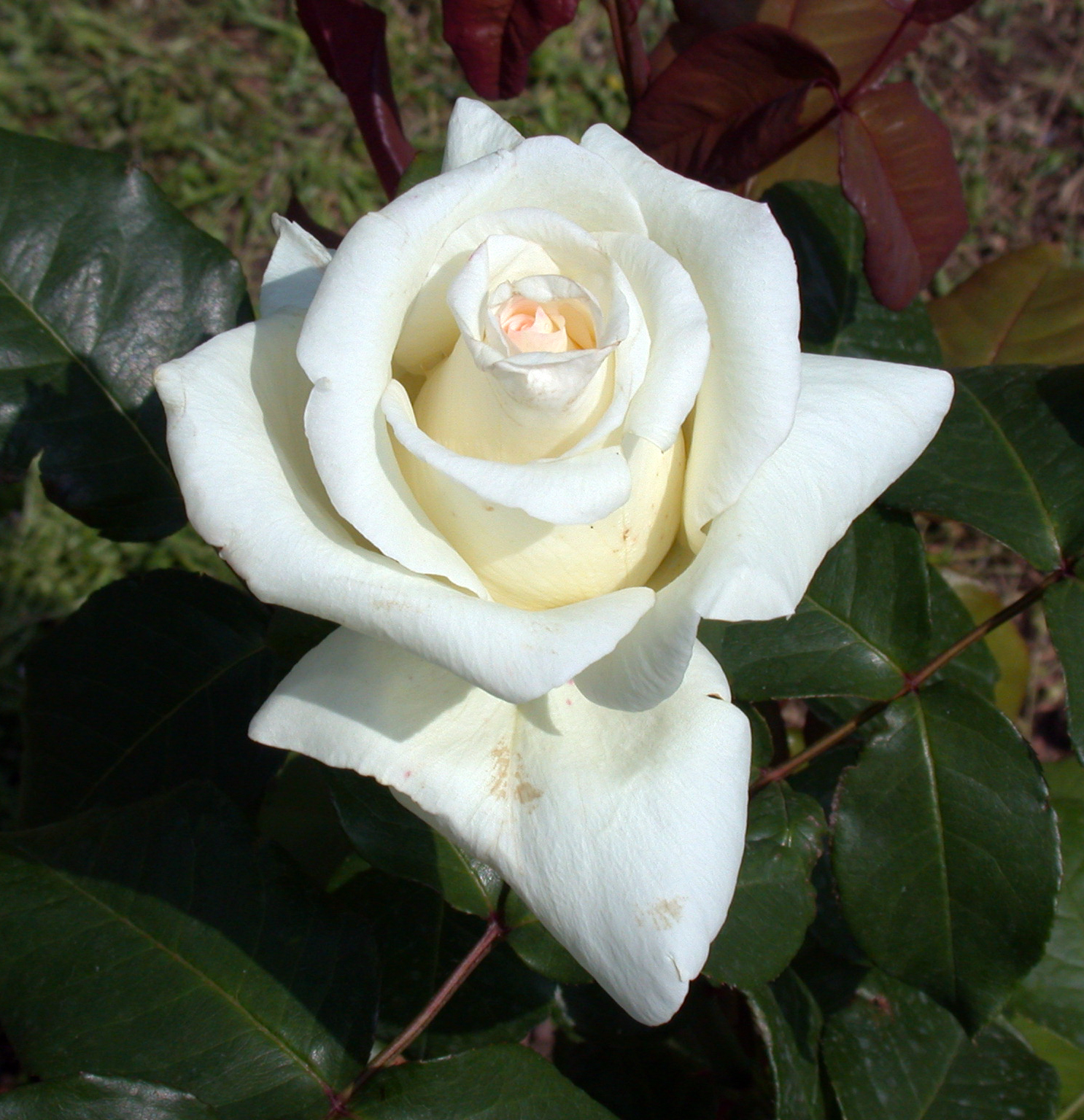
Rosa 'New Champagne', Williams, 2001 (USA) G-B2 HT
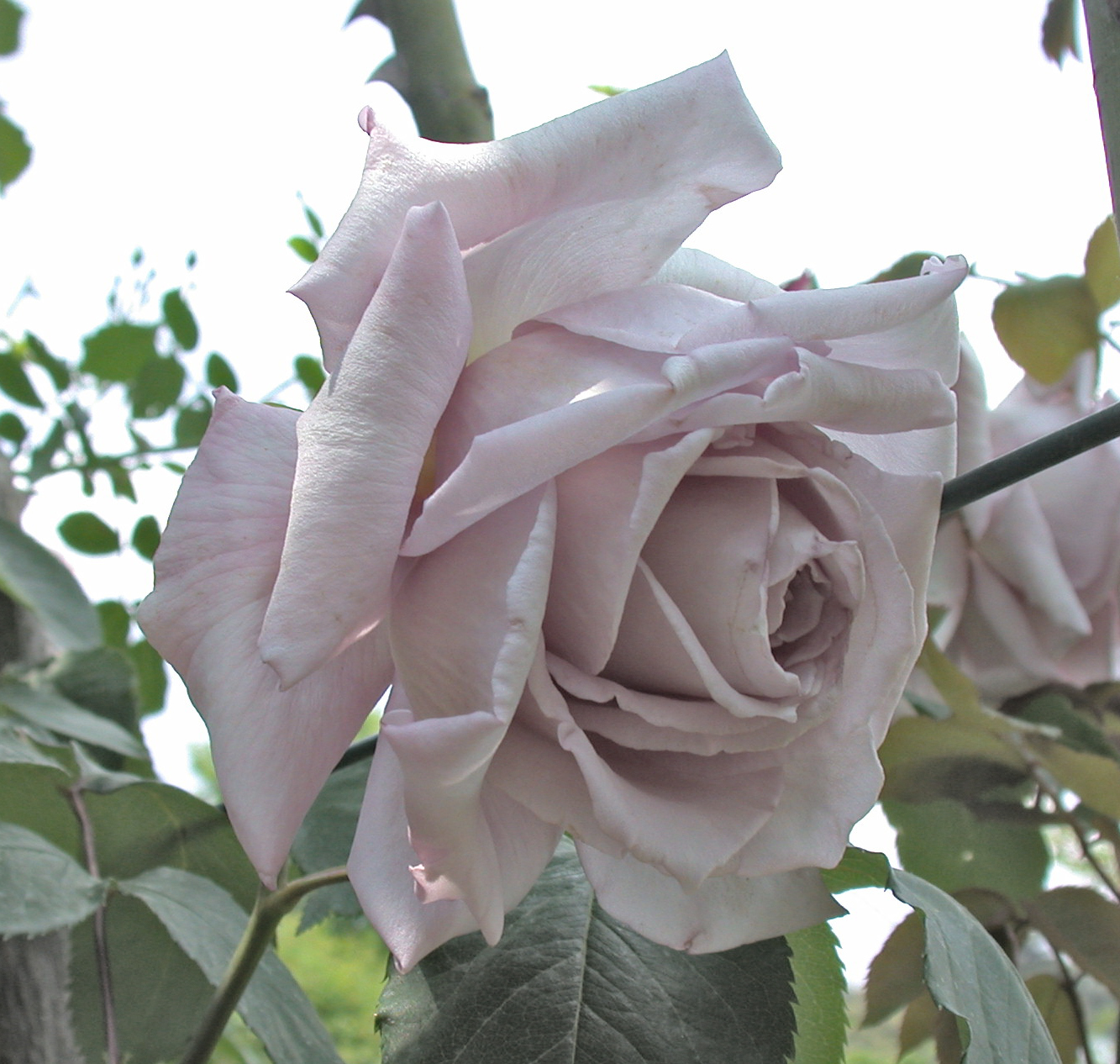
Rosa 'Serenissima', Y.Takatori, 1980 (Japón) R-76/R-81 LCL
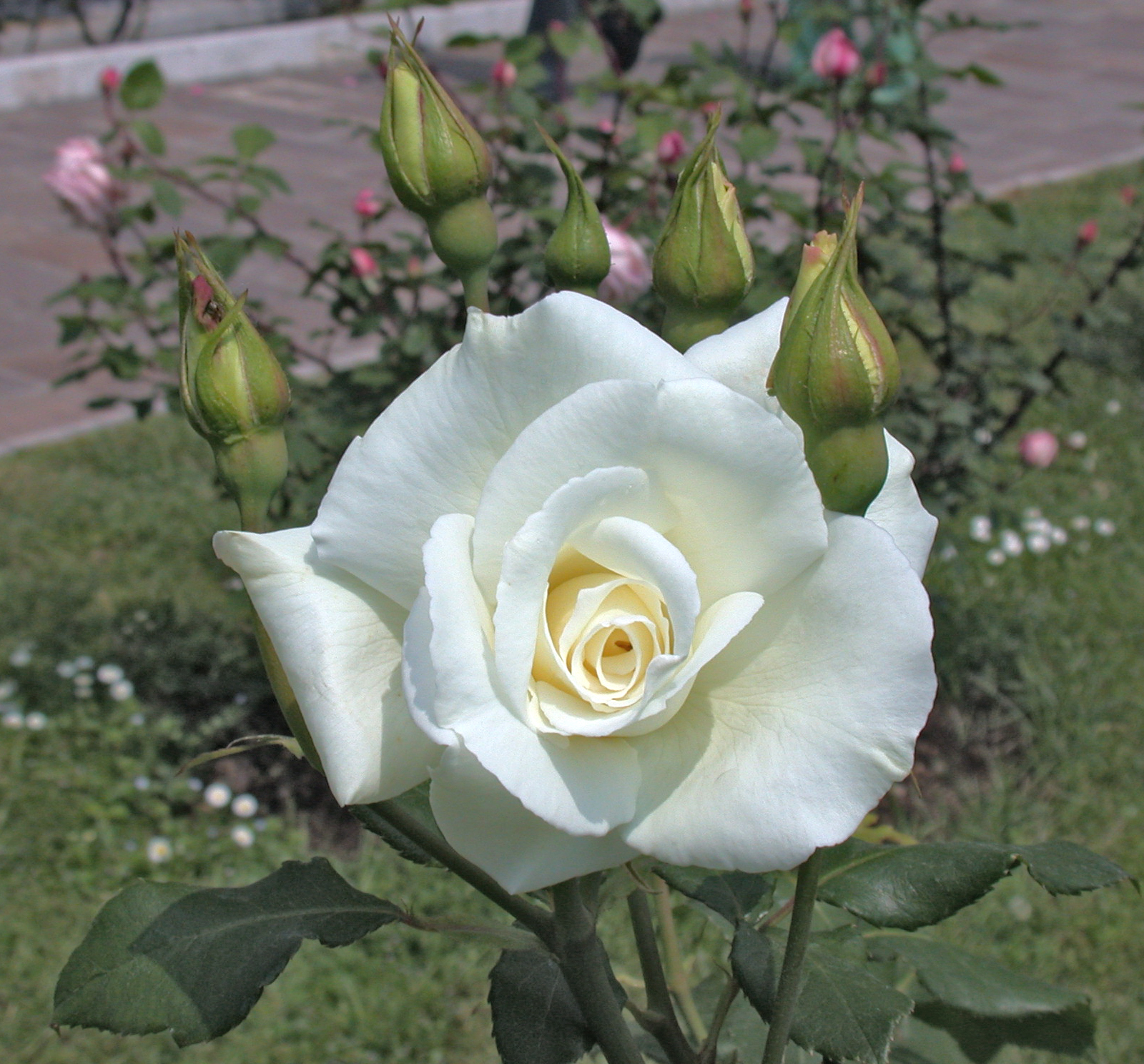
Rosa 'Virgo', Mallerin, 1947 (Francia) H-F11 H.T.
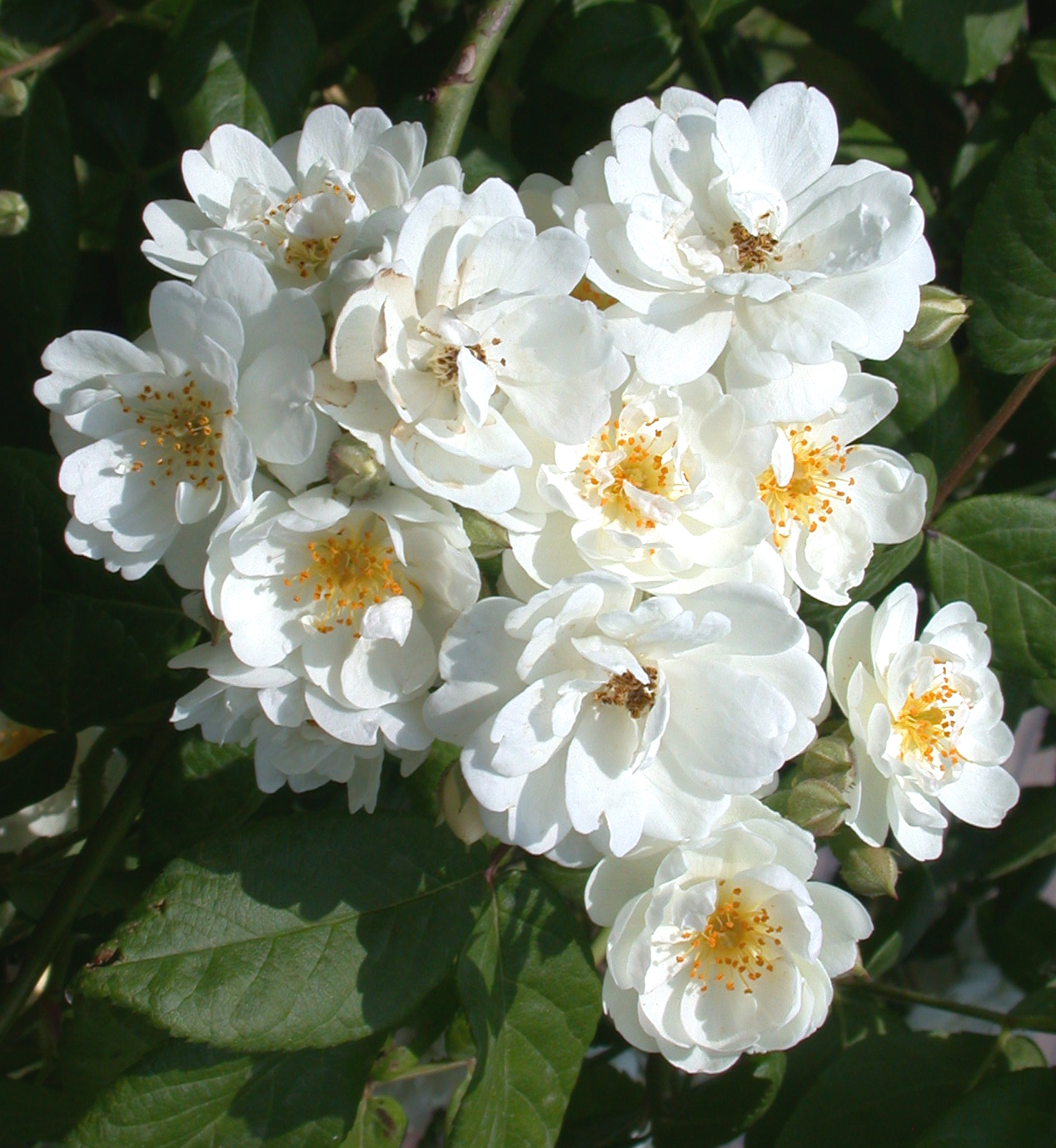
Rosa 'Waterloo', Lens, 1988 (Bélgica) U ARB
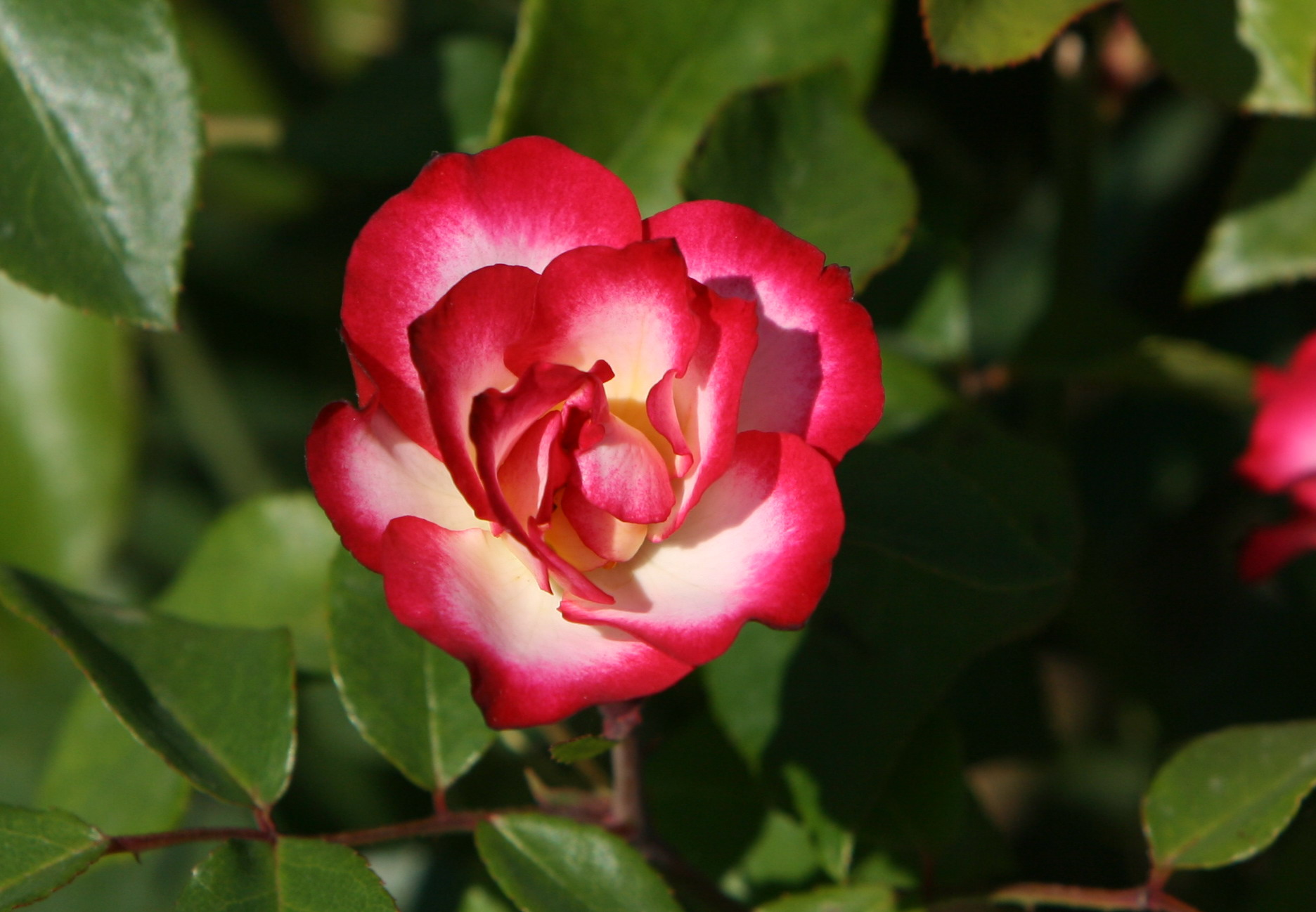
Rosa 'Dorlobla'.